# 深井甚三
深井 甚三（ふかい じんぞう、 1949年4月 - ）は、日本の歴史学者。富山大学教授。専門は日本近世史（都市史・交通史）。
埼玉県生まれ。1972年東北大学文学部卒業。1978年同大学院文学研究科博士課程中退。東北大学文学部助手、富山大学教育学部講師、助教授、教授。1993年「幕府制下陸上交通の研究」で東北大文学博士。

## 著書

### 単著
- 『図翁遠近道印 元禄の絵地図作者』（桂書房、1990年）
- 『幕藩制下陸上交通の研究』（吉川弘文館、1994年）
- 『近世の地方都市と町人』（吉川弘文館、1995年）
- 『近世女性旅と街道交通』（桂書房、1995年）
- 『江戸の旅人たち』（吉川弘文館、1997年）
- 『江戸の宿―三都・街道宿泊事情』（平凡社新書、2000年）
- 『近世日本海海運史の研究 北前船と抜荷』（東京堂出版、2009年）

### 共編著
- <本郷真紹・久保尚文・市川文彦>『富山県の歴史』（山川出版社、1997年）
- 『越中・能登と北陸街道』（吉川弘文館・「街道の日本史」シリーズ、2002年）